# 索盧基
49°52′15″N 23°51′32″E / 49.87083°N 23.85889°E
索盧基（烏克蘭語：Солуки），是烏克蘭的村落，位於該國西部利沃夫州，由亞沃里夫區負責管轄，始建於1240年，面積10平方公里，海拔高度286米，2001年該村落人口124。